# Bianco & blu
Bianco & blu è la sesta compilation legata alla trasmissione televisiva  Amici di Maria De Filippi, pubblicata il 23 marzo 2007 dall'Atlantic Records e contenente canzoni interpretate dai cantanti arrivati al serale della sesta edizione del programma.
L'album è composto da 12 brani inediti, scritti da diversi compositori. Il nome del disco si rifà all'appellativo delle due squadre che si sfidano durante il serale di Amici, ovvero la squadra Bianca e la squadra Blu.

## Tracce
1. Federico Angelucci – Amore e mistero – 3:28
2. Karima Ammar – In ogni parte del mondo – 4:21
3. Manuel Aspidi – Soli a metà – 3:56
4. Giulia Franceschini – Dove nascono gli amori – 3:20
5. Max Orsi – Vertigini – 3:43
6. Federico Angelucci e Giulia Franceschini – Ma come è bello avere 20 anni – 4:04
7. Max Orsi – Licantropia – 3:36
8. Karima Ammar – Minuti giorni settimane – 3:58
9. Federico Angelucci – Mai come te – 3:58
10. Giulia Franceschini – Chiama di notte – 3:50
11. Karima Ammar e Manuel Aspidi – Certe volte vorrei – 3:58
12. Tutti – Se ci credi – 2:50

## Vendite
L'album ha venduto circa 100 000 copie.

## Classifiche

### Posizioni massime
| Classifica (2007) | Posizione massima |
| ----------------- | ----------------- |
| Italia            | 1                 |